# 愛知県立佐屋高等学校
愛知県立佐屋高等学校（あいちけんりつさやこうとうがっこう）は、愛知県愛西市にある県立高等学校で、全日制農業系学科と家庭科系学科を併置する農業と家庭の職業高等学校である。

## 設置学科

### 全日制農業科
生物生産科
食料生産と愛玩動物を学習。2年次より各コースに分かれる。
- グリーンコース：作物専攻、野菜専攻
- アニマルコース：資源動物専攻、愛玩動物専攻

園芸科学科
観賞植物の生産と環境創造を学習。2年次より各コースに分かれる。
- フラワーコース：草花専攻、生物工学専攻
- ガーデンコース：環境緑化専攻、デザイン専攻

### 全日制家庭科
生活文化科
服飾と食物を学習。2年次より各コースに分かれる。
- ファッションコース：テクニカル系、クリエイティブ系
- フードコース：テクニカル系、アラカルト系

生活情報科
家庭情報と家庭教養を学習。2年次より各コースに分かれる。
- 家庭情報コース
- 家庭教養コース

### 過去にあった学科
農業科
2007年（平成19年）3月閉科。
園芸科
2007年（平成19年）3月閉科。

## 沿革
- 1956年（昭和31年） 愛知県立稲沢高等学校の佐屋分校（昼間定時制農業科1学科40名）として開校。
- 1957年（昭和32年） 昼間定時制農村家庭科1学科40名設置。
- 1961年（昭和36年） 昼間定時制農村家庭科全日制へ変更。
- 1963年（昭和38年） 全日制農村家庭科を生活科に改編。
- 1965年（昭和40年） 愛知県立佐屋高等学校として独立・開校（全日制家政科1学年150名、昼間定時制農業科1学年40名）。
- 1971年（昭和46年） 昼間定時制農業科募集停止、農業科1学科40名設置。
- 1980年（昭和55年） 園芸科1学科40名設置。
- 1993年（昭和58年） 家政科を1学年3クラスとし、生活情報科を新設。
- 1993年（平成5年） 家政科を生活文化科1学年2クラスに改編。
- 2005年（平成17年） 農業科を生物生産科、園芸科を園芸科学科に改編し、全学科にコース制を導入。
- 2006年（平成18年） 創立50周年記念式典実施。

## 校訓
- 「学べ、鍛えよ、清らかに」

## 部活動

### 運動部
バレー、硬式テニス、ソフトテニス、ソフトボール、バスケットボール、卓球、バドミントン、陸上、サッカー 弓道

### 文化部
詩舞道、和太鼓、合唱、美術、写真、茶華道、手工芸、科学、新聞、放送、ボランティア

## クラブ

### 農業クラブ
- 2007年（平成19年） - 愛知県学校農業クラブ連盟会長校

### 家庭クラブ
- 2006年（平成18年）～2007年（平成19年） - 愛知県家庭クラブ連盟会長校

## 所在地
- 愛知県愛西市東條町高田39番地

## 交通
- 名鉄尾西線 佐屋駅下車、徒歩で約15分。
- 近鉄名古屋線 佐古木駅下車、徒歩で約20分。